# Sopot Festival 1996
Sopot Festival 1996 – 33. edycja festiwalu muzycznego odbywającego się w sopockiej Operze Leśnej. Festiwal odbył się 22–24 sierpnia 1996 roku. Konkurs prowadzili Grażyna Torbicka, Lucjan Kydryński i Krzysztof Materna.
Konkurs został podzielony na trzy dni:
- 22 sierpnia – Recitale Gwiazd I
- 23 sierpnia – Przeboje Opery Leśnej
- 24 sierpnia – Recitale Gwiazd II